# Росс, Анжелика
Анже́лика Росс (англ. Angelica Ross; род. 28 ноября 1980) — американская предпринимательница и актриса.

## Ранние годы
Росс родилась в Кеноше, штат Висконсин, и выросла в Расине. Будучи транс-женщиной, в 1998 году, в возрасте 17 лет, она призналась матери в гомосексуальности, на что та, по словам Росс, отреагировала негативно: «Она сказала мне, что кто-то из нас должен будет покончить с собой, поскольку она не может иметь такого ребёнка». Росс предприняла попытку самоубийства, приняв чрезмерную дозу медикаментов, однако выжила.
Окончив старшую школу, Росс поступила в Висконсинский университет в Парксайде, где проучилась один семестр. После ухода из университета она решила поступить на военную службу для того, чтобы получать льготы по G.I. Bill. Проведя в армии шесть месяцев, она была отстранена от службы согласно закону «Не спрашивай, не говори», после того, как остальные солдаты принудили её рассказать о своей гомосексуальности. Росс вернулась домой, где подружилась с драг-квин по имени Трейси Росс, которая помогла ей начать трансгендерный переход. Узнав о её трансгендерности, мать и отчим выгнали Росс из дома, после чего та переехала жить к своему отцу в Роанок, штат Виргиния. Спустя несколько лет она переехала в Холливуд, штат Флорида, где подрабатывала моделью и в эскорт-бизнесе, а после в Чикаго, штат Иллинойс, где начала подрабатывать в центре помощи транс-людям.

## Карьера
Живя в Холливуде, Росс начала изучать веб-разработку и графический дизайн, и в 2014 году основала собственную фирму TransTech Social Enterprises. В 2016 году она появилась в документальном мини-сериале «Её история». Она также имела эпизодические роли в сериалах «Очевидное» и «Когти», прежде чем получила постоянную роль в телесериале «Поза». Росс была выведена из шоу во втором сезоне, после чего получила постоянную роль в девятом сезоне сериала-антологии «Американская история ужасов» под названием «1984».

## Личная жизнь
Росс — буддистка.

## Фильмография

### Кино
| Год  | Русское название | Оригинальное название | Роль               | Примечания             |
| ---- | ---------------- | --------------------- | ------------------ | ---------------------- |
| 2005 |                  | Natale a Miami        | Шэрон              | Короткометражный фильм |
| 2010 |                  | Bella Maddo           | гость на вечеринке | Короткометражный фильм |
| 2017 |                  | Missed Connections    | Дженнифер          | Короткометражный фильм |
| 2017 |                  | The Heart of a Woman  | Терри              | Короткометражный фильм |

### Телевидение
| Год       | Русское название                           | Оригинальное название                 | Роль                 | Примечания                     |
| --------- | ------------------------------------------ | ------------------------------------- | -------------------- | ------------------------------ |
| 2015      | Я Кейт                                     | I Am Cait                             | она сама             | 2 эпизода                      |
| 2016      | Её история                                 | Her Story                             | Пейдж                | Повторяющаяся роль, 3 эпизодов |
| 2017      | Сомнение                                   | Doubt                                 | Валентина            | Эпизод: «Clean Burn»           |
| 2017      |                                            | Danger & Eggs                         | мэр (озвучивание)    | Повторяющаяся роль, 3 эпизода  |
| 2017      | Когти                                      | Claws                                 | Рэлэвэнс             | Повторяющаяся роль, 3 эпизода  |
| 2017      | Очевидное                                  | Transparent                           | Дайана Росс Дива     | Эпизод: «Born Again»           |
| 2018—2019 | Поза                                       | Pose                                  | Кэнди Изобилие       | Регулярная роль, 14 эпизодов   |
| 2019      | Американская история ужасов: 1984          | American Horror Story: 1984           | Донна Чемберс / Рита | Регулярная роль, 9 эпизодов    |
| 2021      | Американская история ужасов: Двойной сеанс | American Horror Story: Double Feature | «Химик» / Тета       | Регулярная роль                |